# 1999年度JRA賞年度代表馬選考
1999年のJRA賞年度代表馬選考では2000年1月に発表された1999年度のJRA賞年度代表馬の選考について記述する。

## 選考当時の状況
1999年の中央競馬ではスペシャルウィークが勝ち抜け制度が廃止された1981年以降2頭目となる天皇賞の春秋連覇を達成するなど、GIレースで中央競馬所属の競走馬として3勝を挙げた。一方グラスワンダーは春・秋のグランプリ（宝塚記念と有馬記念）を連覇し、いずれのレースもスペシャルウィークに対し勝利を収めた。また海外ではエルコンドルパサーがG1のサンクルー大賞を優勝し、さらに凱旋門賞では日本調教馬初の連対を果たした。

## 選考過程

### 年度代表馬部門、および最優秀5歳以上牡馬部門の過半数割れ
当時のJRA賞の選考においては記者投票で過半数の票を獲得した馬が各部門馬に選出され、過半数に満たない部門についてはJRA賞受賞馬選考委員会における審議によって決定されるという形式がとられていた。また、年度代表馬については各部門賞馬の中から選出されることとされていた。
記者投票の結果、年度代表馬についてはスペシャルウィーク（83票）、エルコンドルパサー（72票）、グラスワンダー（56票）、エアジハード（1票）に投票がなされたがいずれも過半数に至らずまた最優秀5歳以上牡馬部門についてはスペシャルウィーク（83票）、エルコンドルパサー（73票）、グラスワンダー（56票）に投票がなされたがいずれも過半数に至らなかった。
そこで最優秀5歳以上牡馬部門について選考委員会で審議を行い、次いでその受賞馬と最優秀短距離馬の受賞馬であるエアジハードとの間で審議が行われることとなった。

### 最優秀5歳以上牡馬部門に関する審議
まず3頭のうちから2頭に選択肢を絞るため、11名の委員が2票ずつ投じる形式により投票が行われた。その結果、エルコンドルパサー（10票）、スペシャルウィーク（9票）の2頭が選ばれグラスワンダー（3票）が候補から外された。
続けてエルコンドルパサーとスペシャルウィークのいずれを最優秀5歳以上牡馬に選出するかの投票が1委員あたり1票を投じる形式で行われ、エルコンドルパサー（7票）がスペシャルウィーク（4票）を退け最優秀5歳以上牡馬に選出された。

### 年度代表馬に関する審議
続いて最優秀5歳以上牡馬に選出されたエルコンドルパサーと最優秀短距離馬に選出されたエアジハードのいずれを年度代表馬に選出について審議が行われ、満場一致でエルコンドルパサーが年度代表馬に選出された。

## エピソード
- エルコンドルパサーとともに最優秀5歳以上牡馬部門の受賞候補馬となったスペシャルウィークとグラスワンダーは特別賞を受賞した。
- 1999年の凱旋門賞においてエルコンドルパサーを破ったモンジューを同年のジャパンカップにおいてスペシャルウィークが破ったにもかかわらず選考委員会が年度代表馬の選考においてエルコンドルパサーを支持したことについて、スペシャルウィークの管理調教師であった白井寿昭は「グラスワンダーが年度代表馬なら納得できる（この年スペシャルウイークはグラスワンダーに2戦2敗）がエルコンドルパサーは納得できない。国内で走っていないからエルコンドルパサーこそ特別賞を与えるべきではないか。要するに『自国の競馬より他国の競馬のほうが上です』と宣言してしまったようなもん」と批判した[1]。